# リサイクル法
リサイクル法（リサイクルほう）は、資源、廃棄物などの分別回収・再資源化・再利用について定めた法律をいう。
豊島事件の際新しく制定された。

## 日本のリサイクル法
日本では、対象の種類ごとに、いくつかの法律に分かれている。
容器包装リサイクル法瓶･缶･包装紙･ペットボトルなどの分別回収や再資源化を促進。容器包装に係る分別収集及び再商品化の促進等に関する法律を参照。
家電リサイクル法エアコン･洗濯機･冷蔵庫･テレビなどの家庭用の電気製品（使用済み）について製造業者･輸入業者に回収と再利用を義務化。特定家庭用機器再商品化法を参照。
小型家電リサイクル法使用済みの携帯電話・デジタルカメラなどの小型家電製品からレアメタルなどを取り出して再資源化を促進。使用済小型電子機器等の再資源化の促進に関する法律を参照。
建設リサイクル法コンクリートや木材の再資源化を促進。建設工事に係る資材の再資源化等に関する法律を参照。
食品リサイクル法食品に関する製造業者･加工業者･販売業者に食品のゴミの再資源化を促進。食品循環資源の再生利用等の促進に関する法律を参照。
自動車リサイクル法使用済み自動車の解体時に部品などについて製造業者･輸入業者に回収処理を義務化。使用済自動車の再資源化等に関する法律を参照。
パソコンリサイクル法使用済みパーソナルコンピュータの回収と再資源化を図る。資源の有効な利用の促進に関する法律を参照。